# Вушмагир
Захир ад-даула Абу Мансур Вушмагир — брат Мердавиджа и его преемник на троне Зияридов. Правил с 935 по 967 году. Эмир Гургана и Табаристана.
В 967 году возглавил поход на Рей, которым правил буид Рукн ад-Доуле. Возглавил объединённое войско, включавшее войско эмира Мансура, правителя  Хорасана и Мавераннахра, и войско аль-Хасана ибн Фирузана. В походе погиб на охоте. Его сын и преемник Бисутун заключил мир с Рукн ад-Доуле.